# Деревичка
Дереви́чка — річка України, в межах Старокостянтинівського і Полонського районів Хмельницької області та Любарського району Житомирської області. Ліва притока Случі (басейн Прип'яті). 
Довжина Деревички 53 км, площа басейну 327 км². Має 72 притоки загальною довжиною 33 км. На річці споруджено 24 ставка. 
Протікає з південного заходу на північний схід, потім на схід. Її витік розташований біля с. Демківці Старокостянтинівського району. У Хмельницькій області річка тече поблизу сіл Раштівка, Великі Мацевичі, Малі Мацевичі (Старокостянтинівський р-н), Білецьке, Кустівці, Москалівка, Храбузне, Онацьківці, Бражинці та Кіпчинці (Полонський р-н). Нижня течія Деревички знаходиться у Любарському районі на Житомирщині, де річка протікає через села Великі Деревичі, Борушківці, Глезно, Мала Деревичка. На схід із останнього населеного пункту річка впадає в Случ. 
Живлення змішане: підземне, дощове та снігове. 
Басейн Деревички знаходиться у межах Случ-Хоморського геоморфологічного району. Абсолютні висоти у верхів'ї річки становлять 309 м, у середній течії — 270,4 м, а в нижній — 232 м. 
У долині Деревички на нормально або надмірно зволожених лучно-болотних і лучних ґрунтах знаходяться заплавні луки. У зеленому травостої переважають злаки, на надмірно зволожених ділянках багато осок, татарського зілля, рогози. 
З риби в Деревичці поширені такі види як амур білий, карась срібний і золотий, в'юн, йорж, короп, краснопірка, лин, окунь, пічкур, плітка, товстолобик, верховодка, чехонь. Щоправда, щільність видів різна. 
У весняно-літній період в басейні Деревички можна побачити жаб ставкову, озерну, трав'яну і гостроморду, ропуху сіру. Трапляються тритони звичайний і гребінчастий. Подекуди можна зустріти черепаху болотяну, вужів водяного і звичайного, ящірок прудку та живородящу. 
Серед представників орнітофауни частіше всього вдається побачити баранця звичайного, вівсянку очеретяну, кобилочку річкову, крижня, крячка річкового, курочку водяну, луня лучного, очеретянку ставкову і лучну, пастушка, ластівку берегову, чаплю сіру і чайку. Із ссавців можна натрапити на ондатру, полівку водяну, видру річкову, нічницію ставкову і водяну, лисицю, їжака звичайного та собаку єнотовидного. 
У басейні Деревички у с. Білецьке Полонського району є парк-пам'ятка «Білецький» площею 10 га, який створений у 1993 році. 
Притоки: Рудка (ліва).
- В літописах Київської Русі XIII століття називалась «рѣкъı Деревное» (річка Деревноя).